# Saraorci
Saraorci (en serbe cyrillique : Сараорци) est une localité de Serbie située sur le territoire de la Ville de Smederevo, district de Podunavlje. Au recensement de 2011, elle comptait 2 186 habitants.
Saraorci est officiellement classé parmi les villages de Serbie.

## Démographie

### Évolution historique de la population
| 1948  | 1953  | 1961  | 1971  | 1981  | 1991  | 2002  | 2011  |
| ----- | ----- | ----- | ----- | ----- | ----- | ----- | ----- |
| 2 642 | 2 722 | 2 851 | 2 787 | 2 664 | 2 688 | 2 413 | 2 186 |

|  |

## Personnalités
- Tanasije Mladenović (1913-2003), poète
- Zoran Janković, maire de Ljubljana